# Мишель, Джеймс Аликс
Джеймс Аликс Мишель (фр. James Alix Michel; род. 16 августа 1944, округ Анс-Буало, о. Маэ) — президент Сейшельских Островов с 14 апреля 2004 года по 16 октября 2016 года.

## Биография
Первоначально был учителем, затем работал в туристической индустрии. В 1974 году вошёл в состав исполнительного комитета Сейшельской народной объединённой партии премьер-министра страны Франса-Альбера Рене (в дальнейшем переименовывалась последовательно в Сейшельский народный прогрессивный фронт и Народную партию Сейшел). В 1977 году участвовал в возглавленном Рене перевороте против президента Джеймса Мэнхема.
При новом президенте, которым и стал Рене, Мишель занимал различные правительственные посты, руководил экономикой страны. Также с 1979 по конец 1992 года находился в должности начальника штаба вооружённых сил. Ушёл в отставку в звании полковника в ходе реформ, проводившихся по рекомендации наблюдателей Содружества наций с целью уменьшения связей армии и правящей партии. Тем не менее уже в апреле 1993 года Мишелю президентом Рене был вручён портфель министра обороны (закреплён за ним по настоящее время[обновить данные]).
В августе 1996 года, будучи старшим министром, был повышен до вице-президента в соответствии с переходными положениями вводившей эту должность поправки к конституции Сейшельских Островов. В апреле 2004 года Франс-Альбер Рене ушёл в отставку, и Мишель стал президентом, в 2006 году победил на выборах (получил голоса 53,7 % избирателей), в 2011 году был переизбран на второй срок (получил 55,4 %), в 2015 году был переизбран на третий срок.
В годы правления президента Джеймса Мишеля Сейшелы испытывали экономический бум, основанный на туризме и секторах рыболовства. Президент наладил отношения с элитой ОАЭ и организовал регулярные авиарейсы из Дубая и Катара на Сейшелы, что позволило увеличить турпоток не только с Ближнего Востока, но и из Европы. Сейшелы стали излюбленным местом отдыха шейхов аль-Нахаян. Помимо роста популярности и престижа курорта, республика также получила существенные денежные вливания в виде социальных грантов и инвестиций.
Сыграл важную роль в процессе демократизации страны, который начался с многопартийных выборов в 1993 году.
Также является канцлером созданного в 2009 году Университета Сейшельских Островов. Выступил основателем и сопредседателем Глобального островного партнерства (GLISPA), целью которого является охрана природы островов. По инициативе президента около половины территории Сейшел были объявлены природоохранными зонами (уникальная ситуация среди стран мира), включая океаническое пространство между островами. В 2009 году он был инициатором основания Сейшельского университета, в рамках которого начал работу «Институт «голубой» экономики Джеймса Мичела», предметом исследований которого должны быть экологичные решения в экономике.